# Onychogomphus styx
Onychogomphus styx är en trollsländeart som beskrevs av Elliot C.G. Pinhey 1961. Onychogomphus styx ingår i släktet Onychogomphus och familjen flodtrollsländor. IUCN kategoriserar arten globalt som livskraftig. Inga underarter finns listade i Catalogue of Life.